# Luigi Sgarbozza
Luigi Sgarbozza (Amaseno, Frosinone, Laci, 21 de juny de 1944) és un ciclista italià que fou professional entre 1967 i 1972 i actualment és comentarista de ciclisme a la RAI.
Esprintador, els seus majors èxits esportius els aconseguí al Giro d'Itàlia de 1968 i a la Volta a Espanya de 1969, on aconseguí una victòria d'etapa. La victòria a la Vuelta li va servir per liderar la cursa durant 3 etapes.

## Palmarès
- 1966
  - 1r al Giro dels Abruços
- 1968
  - Vencedor d'una etapa al Giro d'Itàlia
- 1969
  - Vencedor d'una etapa a la Volta a Espanya

### Resultats al Giro d'Itàlia
- 1968. 33è de la classificació general. Vencedor d'una etapa
- 1969. 28è de la classificació general
- 1970. 66è de la classificació general
- 1971. 55è de la classificació general

### Resultats a la Volta a Espanya
- 1969. 52è de la classificació general. Vencedor d'una etapa